# 段永基
段永基（1946年—），甘肃靖远人，中华人民共和国企业家，四通集团公司董事长，中华全国工商业联合会原副主席，第八、九、十届全国政协委员。有“中关村村长”之称。